# 日本海側氣候
日本海側氣候（日语：／）指的是日本自北海道到山陰地方濱臨日本海側地區的冬型氣候的特徵。其特徵是位於島嶼西部的地方，因為大陸冷氣團穿越日本海帶來水氣，冬季時常出現降雪量大，甚至是暴雪等天氣，而在夏季來自太平洋的季風又被山脈阻擋，故比較乾燥，時有異常高溫，季節性差異很大。因為主要是因爲日本的地形所致，又稱日本海岸式氣候（／）

## 關聯條目

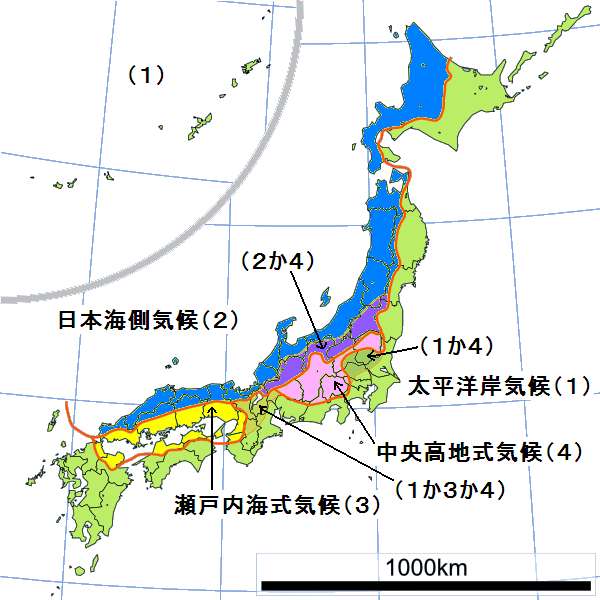
日本氣候分布圖：
日本海側氣候
太平洋側氣候
瀨戶內海式氣候
中央高地式氣候
- 内陸性氣候